# Allan Arbus
Allan Arbus (Nueva York, 15 de febrero de 1918 – Los Ángeles, 19 de abril de 2013) fue un fotógrafo y actor estadounidense, cuya primera mujer fue la conocida fotógrafa Diane Arbus, a la que él mismo regaló su primera cámara.

## Biografía
Allan Arbus comenzó su vida laboral como fotógrafo en su ciudad natal, Nueva York. Desde el año 1946 regentaba un estudio fotográfico especializado en publicidad junto a su mujer, Diane Nemerov, con la cual se había casado en 1941 y tuvo dos hijas, Doon (1945) y Amy (1954). 
Ellos se habían conocido durante un trabajo que realizó él en la importante firma de moda que tenía el padre de Diane, de modo que él fue quien la introdujo en la fotografía y la formó en las bases de este arte. 
En 1959 la pareja se divorció y él dejó la fotografía para centrarse en su carrera de actor. Así, en 1961 consiguió su primer papel importante en la película musical Hey, Let’s Twist. Posteriormente se hizo conocido gracias al papel de psiquiatra militar que representaba en la serie televisiva Mash. 
También participó en películas cinematográficas como Coffy (1973), donde hacía de mafioso, Damien: Omen II y otras muchas.
En la película Un retrato imaginario de Diane Arbus su papel fue representado por Ty Burrell.
En el año 1977 contrajo matrimonio con la actriz Mariclare Costello.

## Filmografía parcial

### Cine y televisión
- 1973–1983: Mash (TV)
- 1973: Coffy
- 1978: Damien: Omen II
- 1979: Working Stiffs (TV)
- 1979: El jinete eléctrico, protagonizada por Jane Fonda y Robert Redford
- 1981: Hasta el último disparo (Guerra de gansters)
- 1981: The Four Seasons (TV)
- 1985: Volunteers
- 1986: Crossroads
- 1987: From the Hip
- 1990: Too Much Sun
- 1993: La ley y el orden (TV)
- 1999: Judging Amy (TV)